# Списак воћа
Неке врсте воћа су:
- авокадо
- ананас
- аронија
- бадем
- банана
- бресква
- боровница
- брусница
- вишња
- глог
- грожђе
- грејпфрут
- гуава
- датула
- дрењина
- дуд
- дуња
- јагода
- јабука
- јујуба
- кајсија
- крушка
- купина
- кокос
- кикирики
- киви
- кестен
- лешник
- лимета
- лимун
- малина
- мандарина
- манго
- маслина
- мушмула
- нар
- наранџа
- нектарина
- нони
- огрозд
- орах
- оскоруша
- папаја
- пистаћ
- рогач
- смоква
- трешња
- црна рибизла
- шљива